# Gyros atripennalis
Gyros atripennalis là một loài bướm đêm trong họ Crambidae.